# Triteleia asperitas
Triteleia asperitas är en stekelart som beskrevs av Kononova 2000. Triteleia asperitas ingår i släktet Triteleia och familjen Scelionidae. Inga underarter finns listade i Catalogue of Life.